# Sēlpils
Sēlpils (in tedesco Selburg) è un insediamento situato nella municipalità di Jēkabpils e nella regione storica della Selonia, in Lettonia. Dista circa 9 km dalla storica fortezza di collina di Sēlpils, dove si trova la moderna Vecsēlpils ("Vecchia Sēlpils").